# Maciej Frankowski
Mateusz vel Maciej Frankowski (ur. 1742 na Podlasiu – zm. po 1812 roku) – generał major wojsk litewskich, generał major ziemiański w powstaniu kościuszkowskim, członek Konfederacji Generalnej Królestwa Polskiego w 1812 roku.
Pochodził z rodu Frankowskich. W latach 1766–1772 kształcił się w Szkole Rycerskiej w Warszawie, następnie był tam wychowawcą, a od 1773 podbrygadierem. W 1779 po przejściu do służby liniowej, został podpułkownikiem, a w 1783 pułkownikiem Korpusu Kadetów.
W czasie wojny polsko-rosyjskiej 1792 pułkownik 5. regimentu Buławy Wielkiego Księstwa Litewskiego, odznaczył się w bitwie pod Brześciem za co został odznaczony Krzyżem Orderu Virtuti Militari i awansowany 18 lipca 1792 r. na generała majora.
Komisarz Komisji Policji Wielkiego Księstwa Litewskiego w 1794 roku. Czynny w sprzysiężeniu insurekcyjnym na Litwie w Wilnie. W powstaniu kościuszkowskim został generałem majorem milicji ziemiańskiej województwa brzeskolitewskiego. Walczył w obronie Wilna i na Żmudzi, potem podczas walk odwrotowych gen. S. Mokronowskiego. Wyznaczony na organizatora siły zbrojnej i generała ziemiańskiego zdołał zmobilizować niewielkie oddziały i odniósł kilka lokalnych sukcesów, co zyskało mu opinię dobrego dowódcy powstańczego.
Przystąpił do Konfederacji Generalnej Królestwa Polskiego w 1812 roku wraz z obywatelami Brześcia i powiatu brzeskolitewskiego.
W latach późniejszych czynny działacz masoński, członek loży wolnomularskiej Hesperus. W życiu publicznym udziału nie brał.